# جاناري جوسار
جاناري جوسار (بالإستونية: Janari Jõesaar)‏ مواليد 8 ديسمبر 1993 في تارتو، هو لاعب كرة سلة إستوني. بدأ مسيرته الاحترافية في سنة 2015. يلعب مع نادي تارتو لكرة السلة. يحمل الرقم 21.

## إحصائيات المسيرة

### بطولات الدوري المحلية
| الموسم  | الفريق                | الدوري                             | لعب | دقيقة | ميداني% | ثلاثية | حرة  | ارتداد | صنع | SPG | تصدي | نقطة |
| ------- | --------------------- | ---------------------------------- | --- | ----- | ------- | ------ | ---- | ------ | --- | --- | ---- | ---- |
| 2015–16 | راكفيره تارفاس        | الدوري الإستوني الممتاز لكرة السلة | 28  | 18.4  | .478    | .390   | .826 | 5.4    | .8  | .8  | .4   | 9.5  |
| 2016–17 | نادي تارتو لكرة السلة | الدوري الإستوني الممتاز لكرة السلة | 33  | 24.8  | .468    | .318   | .773 | 5.5    | 1.5 | 1.3 | .6   | 10.8 |

## روابط خارجية
- جاناري جوسار على موقع الاتحاد الدولي لكرة السلة (الإنجليزية)
- جاناري جوسار على موقع الدوري الإسباني لكرة السلة (الإسبانية)
- جاناري جوسار على موقع كرة السلة الأوروبية.كوم (الإنجليزية)
- جاناري جوسار على موقع كلية كرة السلة في سبورتس رفرنس.كوم (الإنجليزية)
- جاناري جوسار على موقع ريلجم (الإنجليزية)
- جاناري جوسار على موقع بروبوليرز (الإنجليزية)
- جاناري جوسار على موقع سبورتس رفرنس (الإنجليزية)